# 福島県道234号舟津福良線
福島県道234号舟津福良線（ふくしまけんどう234ごう ふなつふくらせん）は、福島県郡山市にある一般県道である。

## 路線概要
- 起点：郡山市湖南町舟津字舟津
- 終点：郡山市湖南町福良字中町
- 総延長：5.632 km[1]
  - 実延長：総延長に同じ

### 重用区間
- 福島県道376号湖南湊線（郡山市湖南町舟津字舟津～同市湖南町舟津字中ノ沢）

### 道路施設
舟津橋
- 全長：90.0m
- 幅員：6.0m
- 竣工：1969年

湖南町舟津字村西、字鰌浜に位置し、一級水系阿賀野川水系舟津川を渡る。舟津川に架かる橋では最下流部に位置する。

## 沿革
- 1976年（昭和51年）11月16日 - 福島県によって県道路線に認定される[2]。

## 通過する自治体
- 福島県
  - 郡山市

## 接続・交差する道路
- 福島県道9号猪苗代湖南線（湖南町舟津字舟津 起点）
- 福島県道376号湖南湊線 会津若松方面（湖南町舟津字中ノ沢）
- 国道294号（湖南町福良字中町 終点）

## 沿線
- 猪苗代湖